# Ecnomina sheldoni
Ecnomina sheldoni là một loài Trichoptera trong họ Ecnomidae. Chúng phân bố ở miền Australasia.